# Natal'ja Petrovna Golicyna
Natal'ja Petrovna Golicyna, in russo Наталья Петровна Голицына?, nata Černyšëva (in russo Чернышёва?) (Berlino, 17 gennaio 1741 – San Pietroburgo, 20 dicembre 1837), è stata una nobildonna russa.

## Biografia
Era figlia del conte Pëtr Grigor'evič Černyšëv e di sua moglie Ekaterina Andreevna Ušakova. Trascorse la sua infanzia in Inghilterra. Ricevette un'ottima educazione e, come la sorella, parlava correttamente quattro lingue, ma non conosceva il russo.
Nel 1756 la famiglia ritornò in Russia, ma quattro anni dopo si recò in Francia, dove il conte era stato nominato ambasciatore alla corte di Luigi XV. Educata, intelligente e bella, Natal'ja Petrovna splendeva ai balli di corte a Versailles. Nel 1762 ritornarono in Russia. Nel 1765 divenne damigella d'onore dell'imperatrice Caterina.

### Matrimonio e discendenza

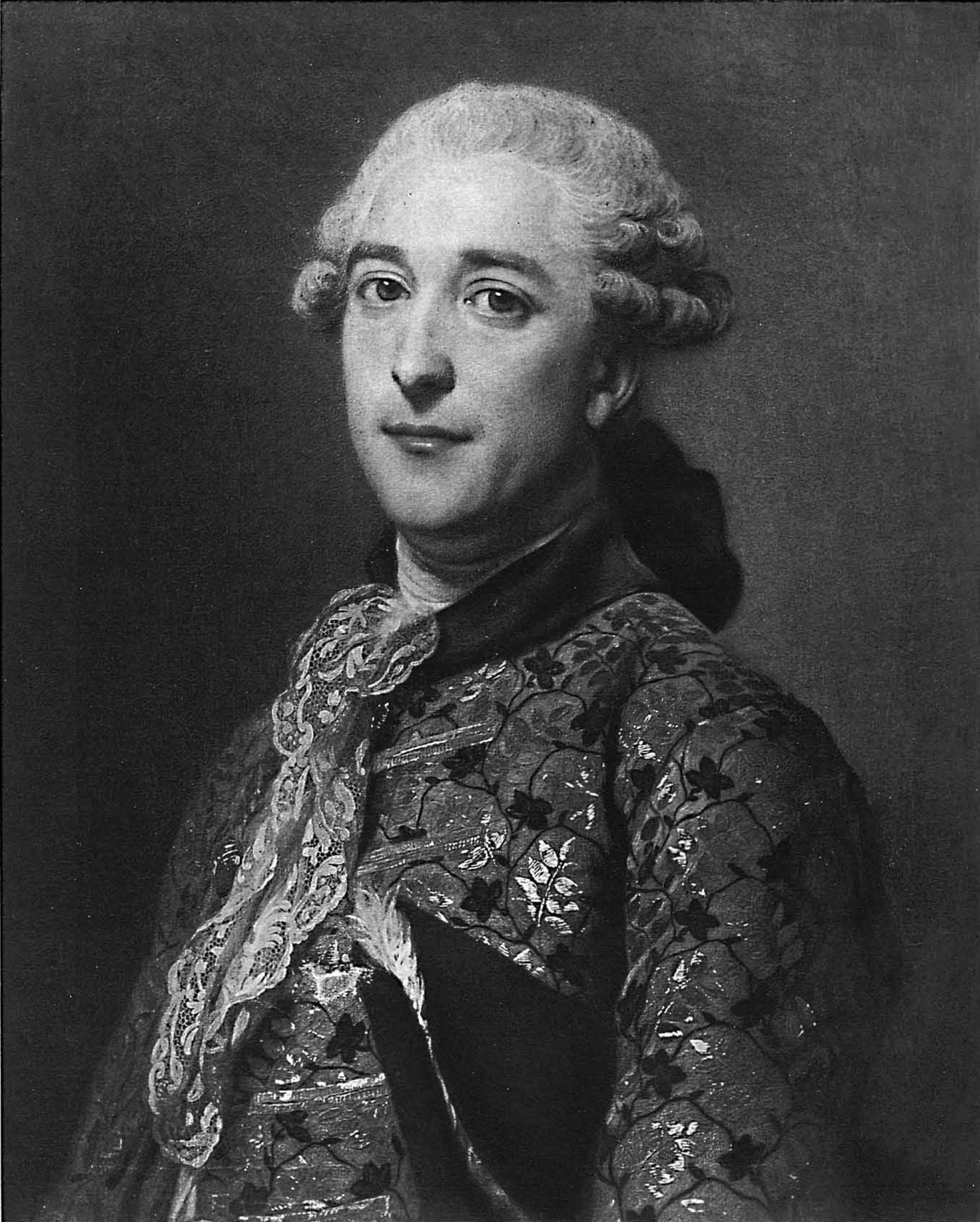
Ritratto di Vladimir Borisovič Golicyn, di Alexander Roslin, 1794

Il 30 ottobre 1766 sposò il principe Vladimir Borisovič Golicyn (1731-1798), con il quale ebbe cinque figli:
- Pëtr Vladimirovič (1767-1778);
- Boris Vladimirovič (1769-1813);
- Ekaterina Vladimirovna (1770-1854), sposò Stepan Stepanovič Apraksin ed ebbero cinque figli;
- Dmitrij Vladimirovič (1771-1844), sposò Tat'jana Vasil'evna Vasil'čikova ed ebbero cinque figli;
- Sof'ja Vladimirovna (1775-1845), sposò Pavel Aleksandrovič Stroganov ed ebbero cinque figli.

Nel 1783 si trasferirono in Francia, per l' "educazione dei bambini e per la salute del marito". Alla corte di Francia veniva chiamata "Venere di Mosca". Nel 1789 si trasferì a Londra. Quando se ne andarono, il futuro re d'Inghilterra Giorgio IV le diede come ricordo un proprio ritratto.
Nel 1790 tornò a Parigi, proprio nel momento in cui Caterina II, allarmata dalle notizie provenienti dalla Francia, aveva ordinato il rientro dei cittadini russi in patria. Inviò i figli a Roma, mentre lei e il marito ritornarono in Russia e si stabilirono a San Pietroburgo.

### Morte
Morì il 20 dicembre 1837. Fu sepolta a Mosca, nella tomba di famiglia nel monastero Donskoj.